# Jean-Théodore Kallimachis
Jean Théodore Kallimachis, Callimaki ou, en roumain, Ioan Teodor Callimachi, né vers 1690 et mort à Constantinople en 1780 est un prince phanariote qui, après avoir été drogman au service des Ottomans, est hospodar de Moldavie de 1758 à 1761. C'est un parcours classique pour un phanariote. La monarchie est élective dans les principautés roumaines de Moldavie et de Valachie, comme en Pologne voisine. Le souverain (voïvode, hospodar ou domnitor selon les époques et les sources) était élu par (et souvent parmi) les boyards, puis agréé par les Ottomans : pour être nommé, régner et se maintenir, il s'appuyait sur les partis de boyards et fréquemment sur les puissances voisines, habsbourgeoise, russe et surtout turque, car jusqu'en 1859 les deux principautés sont vassales et tributaires de la « Sublime Porte »Raya (Empire ottoman).

## Biographie
Jean Théodore, ou Ioan Todor, était le fils de Todor Calmășu, un boyard originaire de Moldavie orientale (qui est appelée « Bessarabie » après 1812), devenu Vornic (bourgmestre) de Câmpulung Moldovenesc en Bucovine, et qui, après avoir épousé Ruxandra (ou Roxana), une fille du prince Grigore Ier Ghica, a hellénisé son nom en Kallimachis, Callimaki ou Callimachi pour mieux s’intégrer dans le milieu phanariote. 
Jean Théodore Kallimachis est Grand Drogman à Constantinople de 1741 à 1751, puis de 1752 à 1758. Cette année-là, il devient hospodar de Moldavie du 7 juillet 1758 et il le reste jusqu'en mai 1761. Son règne est troublé par un soulèvement provoqué par la gestion scandaleuse  de la trésorerie du pays par un financier grec nommé Stavraki. Il réussit néanmoins à assurer sa succession à son fils.

## Postérité
Jean Théodore Kallimachis épouse Ralitza Chrisoscoleo dont :
- Grégoire Kallimachis, hospodar de Moldavie
- Alexandre Kallimachis, également Grand Drogman et hospodar de Moldavie.
- Maria, épouse d’Alexandre Ier Mavrocordato, hospodar de Moldavie de 1782 à 1785
- Sevastie, épouse de Mihail Ier Șuțu, hospodar de Moldavie de 1793 à 1794.

## Note
1. ↑  Le candidat au trône devait ensuite "amortir ses investissements" par sa part sur les taxes et impôts, verser en outre le tribut aux Ottomans, payer ses mercenaires et s'enrichir néanmoins. Pour cela, un règne d'un semestre au moins était nécessaire, mais la "concurrence" était rude, certains princes ne parvenaient pas à se maintenir assez longtemps sur le trône, et devaient ré-essayer. Cela explique le "jeu des chaises musicales" sur les trônes, la brièveté de beaucoup de règnes, les règnes interrompus et repris, et parfois les règnes à plusieurs (co-princes). Quant au gouvernement, il est assuré par les ministres et par le Sfat domnesc (conseil des boyards).
Concernant le tribut aux Turcs, la vassalité des principautés roumaines envers l'Empire ottoman ne signifie pas, comme le montrent par erreur beaucoup de cartes historiques, qu'elles soient devenues des provinces turques et des pays musulmans. Seuls quelques petits territoires moldaves et valaques sont devenus ottomans : en 1422 la Dobrogée au sud des bouches du Danube, en 1484 la Bessarabie alors dénommée Boudjak, au nord des bouches du Danube (ce nom ne désignait alors que les rives du Danube et de la mer Noire), en 1538 les rayas de Brăila alors dénommée Ibrahil et de Tighina alors dénommée Bender, et en 1713 la raya de Hotin. Le reste des principautés de Valachie et Moldavie (y compris la Moldavie entre Dniestr et Prut qui sera appelée Bessarabie en 1812, lors de l'annexion russe) ont conservé leurs propres lois, leur religion orthodoxe, leurs boyards, princes, ministres, armées et autonomie politique (au point de se dresser plus d'une fois contre le Sultan ottoman). Les erreurs cartographiques et historiques sont dues à l'ignorance ou à des simplifications réductrices. Voir Gilles Veinstein et Mihnea Berindei : L'Empire ottoman et les pays roumains, EHESS, Paris, 1987.